# Mistrzostwa Polski w Biathlonie na Nartorolkach 2024
Mistrzostwa Polski w biathlonie na nartorolkach 2024 odbyły się w Czarnym Borze w dniach 26–28 września 2024 roku. O tytuł mistrza Polski biathloniści rywalizowali w dwóch konkurencjach – sprincie i biegu pościgowym.

## Terminarz i medaliści
| Data       | Konkurencja             | Złoto                                    | Srebro                                  | Brąz                                              |
| 27.09.2024 | Sprint mężczyzn         | Fabian Suchodolski UKS Biathlon Chorzów  | Wojciech Skorusa BKS WP Kościelisko     | Konrad Badacz MKS Karkonosze Jelenia Góra         |
| 27.09.2024 | Sprint kobiet           | Joanna Jakieła BKS WP Kościelisko        | Kamila Cichoń IKN Górnik Iwonicz-Zdrój  | Barbara Skrobiszewska MKS Karkonosze Jelenia Góra |
| 28.09.2024 | Bieg pościgowy mężczyzn | Marcin Zawół MKS Karkonosze Jelenia Góra | Fabian Suchodolski UKS Biathlon Chorzów | Wojciech Skorusa BKS WP Kościelisko               |
| 28.09.2024 | Bieg pościgowy kobiet   | Joanna Jakieła BKS WP Kościelisko        | Natalia Sidorowicz AZS AWF Katowice     | Barbara Skrobiszewska MKS Karkonosze Jelenia Góra |